# Jugendmagazin
Jugendmagazine sind Zeitschriften für die Zielgruppe der 12- bis 18-Jährigen, die sich teilweise mit völlig unterschiedlichen Themen befassen.

## Struktur
Folgende   Themen überwiegen in Jugendmagazinen:
- Star-Storys: Reportagen über und Interviews mit Stars aus der Musik- beziehungsweise Schauspiel- oder Sportszene
- Hilfe bei Problemen der Pubertät: Einige Jugendmagazine haben Psychologen engagiert, um ihren Lesern bei Problemen in den Bereichen Liebe und Sexualität zu helfen. Zum Synonym dieser Rubrik wurde Bravos „Dr. Sommer“.
- Musik- und Kino-News: Infos über neue Musikalben und Konzerte beziehungsweise Kinofilme
- Gesundheit: Infos zu jugendrelevanten Gesundheitsthemen wie HIV, Hautkrankheiten oder Impfungen
- Poster, Autogrammkarten, Preisrätsel
- Fotostorys
- Psycho-Tests
- Studien- und Berufswahl: Infos zu bildungsrelevanten Themen

Jugendzeitschriften ohne diese Rubriken sind vor allem Magazine zu speziellen Themen, wie verschiedene Sportarten. Regionale Magazine (siehe unten) haben tendenziell ein sehr eigenes und von den großen nationalen Magazinen abweichendes redaktionelles Profil.
Es gibt nur eine geringe Anzahl von Titeln, jedoch haben die eine hohe Auflage, wie beispielsweise die Bravo. Die meisten Jugendzeitschriften werden im Magazinformat veröffentlicht. Ob Comics und Rätselhefte zu den Jugendmagazinen hinzuzuzählen sind, ist umstritten.
Für die Zielgruppe der Mädchen existieren besondere Zeitschriften wie zum Beispiel Bravo Girl, Mädchen und Yeah!.
Außerdem existieren diverse Magazine zu Jugendfernsehserien oder Soaps, zum Beispiel Simpsons, Top of the Pops, Gute Zeiten, schlechte Zeiten etc.
Bei vielen Tageszeitungen werden Extrabeilagen oder Sonderseiten für Kinder und Jugendliche veröffentlicht.

## Bundesweite Jugendmagazine im Kioskvertrieb
Das auflagenstärkste kostenpflichtige Jugendmagazin Deutschlands (Stand 2020) ist die Bravo (Verbreitete Auflage 87.964  Exemplare) mit ihren Partnerzeitschriften Bravo Sport (Verbreitete Auflage 42.613) und Bravo Girl (Verbreitete Auflage 49.796 Exemplare).
Auf Platz zwei liegt das Comicmagazin Mosaik (Verbreitete Auflage 67.294 Exemplare).
Weitere große Magazine sind Mädchen (Verbreitete Auflage 47.478 Exemplare), Popcorn (Verbreitete Auflage 30.806 Exemplare) und Hey (Verbreitete Auflage 17.040 Exemplare).
Alle Auflagenzahlen stammen von der IVW aus dem Quartal 02/2020.

## Bundesweite Jugendmagazine im Gratisvertrieb
- Einstieg Magazin – das Magazin zur Ausbildungs- und Studienwahl mit einer vertriebenen Auflage von 148.541 Exemplaren (IVW 4/2011)
- Unicum-Abi – das Jugendmagazin von Unicum-Verlag mit einer vertriebenen Auflage von 250.779 Exemplaren (IVW 2/2010)
- Der Abiturient – Jugendmagazin für Gymnasien im deutschlandweiten Vertrieb mit einer Auflage von 176.948 Exemplaren (IVW 1/2010)
- yaez – die Jugendzeitung – erscheint national in einer Auflage von 393.198 Exemplaren (IVW 2/2010)
- SPIESSER-die jugendzeitschrift, gedruckte Auflage 800.000, nachgewiesene verbreitete Auflage: 766.328 Exemplare (IVW 2/2010)
- fluter – Magazin der Bundeszentrale für politische Bildung
- abi>> Berufsinformationsmagazin der Bundesagentur für Arbeit

## Regionale Jugendmagazine im Gratisvertrieb
In einigen Städten und Regionen Deutschlands erscheinen kostenlose Jugendmagazine. Diese werden zum Teil direkt von Jugendinitiativen, spezialisierten Jugendverlagen oder gar Krankenkassen herausgegeben. Beispielsweise geben die Innungskrankenkassen zwecks Kundenbindung das Jugendmagazin spleens heraus, das in weiten Teilen Deutschlands erscheint.
- Freistunde, Jugendmagazin der Zeitungsgruppe Straubinger Tagblatt/Landshuter Zeitung (erscheint jeden ersten Freitag im Monat mit 135.000 Exemplaren gratis als Verlagsbeilage)
- Thüringen Jugendmagazin Thüringen ist angesagt (erscheint rund um Thüringen)
- Scoop (25.000 Exemplare (Verlagsschätzung), Jugendmagazin der Neuß-Grevenbroicher Zeitung, erscheint quartalsweise als Magazin im Rhein-Kreis Neuss)
- Skunk (Magazin) (erscheint in Sachsen, Sachsen-Anhalt und Thüringen)
- Countdown (zirka 45.000 verbreitete Exemplare (Verlagsschätzung), erscheint in Sachsen)
- Freihafen (20.000 Exemplare, erscheint in Hamburg)

## Ehemalige Jugendmagazine
- Menschenskinder (1984–1990)
- Trommel (1958–1990)
- Offspring Magazine (2011–2014)

## Online-Magazine
Neben den Onlineangeboten der oben genannten Magazine existieren weitere Online-Angebote unter dem Titel Jugendmagazin:
- Querdenkermagazin
- Output
- Come-In
- Zeitdenken – Forum für Politik und Kultur
- Rheintaucher Online
- Schekker – Magazin der Bundesregierung für Jugendliche
- KUKKSI (kukksi.de)

Daneben gibt es zahlreiche regionale Jugendmagazine im Internet, die wie beispielsweise das Jugendmagazin 7gradwest.de für die Region Köln/Bonn/Rhein-Sieg oder Kwick! lokale Themen aufgreifen bzw. Jugendthemen auf lokale Ebene herunterbrechen. Im südlichen Hessen ist das Platzhirsch.
Im Internet gestalten außerdem Jugendliche  Jugendmagazine für Jugendliche; dazu zählen Schülermagazine wie z. B. scrab-online.de oder komazin.de.
Es gibt Jugendmagazine, die im Internet speziell homosexuelle und bisexuelle Jugendliche ansprechen. Dazu gehören Gayhelp.de – das Coming-Out-Portal für Schwule, Lesben und Bisexuelle, younggay.de – anders als die anderen (Online-Magazin und Community mit Chat, Forum und Artikeln für Homo, Bi- sowie deren heterosexuellen Freunden) und dbna.de – du bist nicht allein (ältestes Magazin für schwule, bisexuelle und interessierte Jugendliche).
Mit Schwerpunkt im Gesundheitsbereich bieten Krankenkassen mehrere an – unter anderem die  BAHN-BKK.
In der Schweiz gab es von 2006 bis 2021 das Online-Jugendmagazin Tink.ch, das Redaktionen in Basel, Bern, Biel, Chur, Luzern, Zug und Zürich hatte.
In Österreich gibt es das unabhängige Online-Jugend-Nachrichten-Magazin CHiLLi.cc – Österreichs unabhängige Jugendseite, wie auch das Kulturmagazin FM5.

## Radio-Magazine
Immer weiter verbreiten sich Jugendradiosendungen und -magazine. Durch offenen Kanäle wie zum Beispiel Radio ZuSa, Radio Flora, Radio Blau oder Radio Jade werden Jugendliche angeregt, ihre eigene Radiosendung – oft unter dem Motto von Jugendlichen für Jugendliche – zu produzieren.
Ein Beispiel für ein Radio-Jugendmagazin ist das zweistündige Magazin „Young Power“. Es wird vom nicht-kommerziellen Bürgerfunk „Radio Darmstadt“ jeden Samstag von 17 bis 19 Uhr gesendet und ist sowohl über das Webradio  oder in der Region Darmstadt auf der 103,4mhz zu hören. In den Sendungen beschäftigen sich die 10–25 Jahre alten Redakteure mit aktuellen Themen, nicht nur aus Darmstadt. Außerdem müssen sie diese selbstständig erarbeiten und vorbereiten. Die Redaktionssprecher der Jugendsendung sind auch Moderatoren der Jugendredaktion.
So oder ähnlich sind die meisten Jugendradiosendungen aufgebaut. Die mitmachenden Jugendlichen lernen dabei nicht nur, wie man die komplizierte Technik in einem Radiostudio „fährt“, sondern auch wichtige journalistische Grundfertigkeiten. Dazu zählt die Recherche, das Moderieren, die richtigen Fragen zu stellen und Texte zu schreiben. Ein weiteres Merkmal der offenen Kanäle ist, dass jeder mitmachen kann, der Lust darauf hat.